# Temporada do Sport Lisboa e Benfica de 2008–09
A temporada 2008/2009 do Sport Lisboa e Benfica começa no dia 24 de agosto de 2008 com a primeira jornada da Liga Sagres, é o último dia da competição no dia 23 de maio de 2009.
O Benfica joga também na Taça de Portugal, na Taça da Liga e competições europeias na Taça UEFA.

## Transferências
| Entradas - Sidnei ( Internacional) - Ruben Amorim ( Belenenses) - Hassan Yebda ( Le Mans) - Jorge Ribeiro ( Boavista) - Carlos Martins ( Recreativo Huelva) - Javier Balboa ( Real Madrid) - Jonathan Urretavizcaya ( River Plate) - Rafik Halliche ( Hussein Dey) - Pablo Aimar ( Zaragoza) - José Antonio Reyes (→ Atlético de Madrid (E)) - David Suazo (→ Internazionale (E)) - Nélson Oliveira (Juniores) - Ivan Santos ( Boavista) - Ariza Makukula ( Sevilla) | Saídas - Petit ( Köln) - Hans-Jörg Butt ( Bayern Munique) - Cristian Rodríguez ( FC Porto) - Fábio Coentrão (→ Zaragoza (E)) - Romeu Ribeiro (→ Desportivo Aves (E)) - Manú ( Marítimo) - André Carvalhas (→ Rio Ave (E)) - Miguel Rosa (→ Estoril (E)) - Freddy Adu (→ Monaco (E)) - Rafik Halliche (→ Nacional (E)) - Luís Filipe (→ Vitória Guimarães (E)) - Nuno Assis ( Vitória Guimarães) - László Sepsi (→ Racing Santander (E)) - Nélson ( Betis) - André Carvalhas (→ Olhanense (E)) - Léo ( Santos) - Ariza Makukula (→ Bolton (E)) - Marc Zoro (→ Vitória Setúbal (E)) - Andrés Díaz (→ Banfield (E)) |

## Plantel
| No.          | Nome                     | Posição      | Clube Anterior     |              |
| Guarda-Redes | Guarda-Redes             | Guarda-Redes | Guarda-Redes       | Guarda-Redes |
| ------------ | ------------------------ | ------------ | ------------------ | ------------ |
| 1            | Moreira                  | G            | Benfica B          |              |
| 12           | Quim                     | G            | Sporting Braga     |              |
| 31           | Moretto                  | G            | Vitória Setúbal    |              |
| Defesas      |                          |              |                    |              |
| 4            | Luisão                   | D            | Cruzeiro           |              |
| 5            | Léo                      | D            | Santos             |              |
| 14           | Maximiliano Pereira      | D            | Defensor Sporting  |              |
| 23           | David Luiz               | D            | Vitória            |              |
| 25           | Jorge Ribeiro            | D            | Boavista           |              |
| 27           | Sidnei                   | D            | Internacional      |              |
| 28           | Miguel Vítor             | D            | Juniores           |              |
| Médios       |                          |              |                    |              |
| 8            | Konstantinos Katsouranis | M            | AEK Atenas         |              |
| 10           | Pablo Aimar              | M            | Real Zaragoza      |              |
| 13           | Fellipe Bastos           | M            | PSV Eindhoven      |              |
| 15           | Ruben Amorim             | M            | Belenenses         |              |
| 18           | Gilles Binya             | M            | MC Oran            |              |
| 20           | Ángel di María           | M            | Rosario Central    |              |
| 24           | Carlos Martins           | M            | Recreativo Huelva  |              |
| 26           | Hassan Yebda             | M            | Le Mans            |              |
| Avançados    |                          |              |                    |              |
| 6            | José Antonio Reyes       | A            | Atlético de Madrid |              |
| 7            | Óscar Cardozo            | A            | Newell's Old Boys  |              |
| 9            | Pedro Mantorras          | A            | Alverca            |              |
| 11           | Javier Balboa            | M            | Real Madrid        |              |
| 16           | Jonathan Urretavizcaya   | A            | River Plate        |              |
| 21           | Nuno Gomes               | A            | Fiorentina         |              |
| 30           | David Suazo              | A            | Internazionale     |              |
| 49           | Nélson Oliveira          | A            | Juniores           |              |

## Estatísticas
| Num. | Nac.             | Posição      | Jogador                  | Total | Total | Liga Sagres | Liga Sagres | Taça UEFA | Taça UEFA | Taça de Portugal | Taça de Portugal | Taça da Liga | Taça da Liga |
| Num. | Nac.             | Posição      | Jogador                  | Jogos | Golos | Jogos       | Golos       | Jogos     | Golos     | Jogos            | Golos            | Jogos        | Golos        |
| ---- | ---------------- | ------------ | ------------------------ | ----- | ----- | ----------- | ----------- | --------- | --------- | ---------------- | ---------------- | ------------ | ------------ |
| 1    | Portugal         | Guarda-redes | Moreira                  | 17    | -13   | 14          | -12         | 1         | -1        | 2                | 0                | 0            | 0            |
| 12   | Portugal         | Guarda-redes | Quim                     | 23    | -32   | 16          | -19         | 5         | -11       | 0                | 0                | 2            | -2           |
| 31   | Brasil           | Guarda-redes | Moretto                  | 4     | -2    | 0           | 0           | 0         | 0         | 1                | 0                | 3            | -2           |
| 4    | Brasil           | Defesa       | Luisão                   | 33    | 4     | 21          | 2           | 4         | 1         | 3                | 1                | 5            | 0            |
| 5    | Brasil           | Defesa       | Léo                      | 5     | 0     | 2           | 0           | 1         | 0         | 2                | 0                | 0            | 0            |
| 14   | Uruguai          | Defesa       | Maximiliano Pereira      | 41    | 2     | 28          | 1           | 6         | 0         | 2                | 1                | 5            | 0            |
| 23   | Brasil           | Defesa       | David Luiz               | 27    | 3     | 19          | 1           | 2         | 1         | 2                | 0                | 4            | 0            |
| 25   | Portugal         | Defesa       | Jorge Ribeiro            | 21    | 2     | 15          | 1           | 4         | 0         | 0                | 0                | 2            | 1            |
| 27   | Brasil           | Defesa       | Sidnei                   | 35    | 4     | 24          | 3           | 6         | 0         | 3                | 0                | 2            | 1            |
| 28   | Portugal         | Defesa       | Miguel Vítor             | 23    | 0     | 16          | 0           | 1         | 0         | 1                | 0                | 5            | 0            |
| 8    | Grécia           | Médio        | Konstantinos Katsouranis | 35    | 4     | 24          | 2           | 4         | 0         | 2                | 0                | 5            | 2            |
| 10   | Argentina        | Médio        | Pablo Aimar              | 29    | 2     | 22          | 1           | 1         | 0         | 2                | 0                | 4            | 1            |
| 13   | Brasil           | Médio        | Fellipe Bastos           | 4     | 1     | 2           | 1           | 1         | 0         | 0                | 0                | 1            | 0            |
| 15   | Portugal         | Médio        | Ruben Amorim             | 35    | 2     | 26          | 2           | 2         | 0         | 2                | 0                | 5            | 0            |
| 18   | Camarões         | Médio        | Gilles Binya             | 14    | 0     | 7           | 0           | 4         | 0         | 3                | 0                | 0            | 0            |
| 20   | Argentina        | Médio        | Ángel di María           | 35    | 4     | 24          | 2           | 5         | 1         | 1                | 0                | 5            | 1            |
| 24   | Portugal         | Médio        | Carlos Martins           | 35    | 1     | 24          | 0           | 5         | 0         | 1                | 0                | 5            | 1            |
| 26   | França           | Médio        | Hassan Yebda             | 34    | 2     | 25          | 1           | 5         | 0         | 1                | 1                | 3            | 0            |
| 6    | Espanha          | Avançado     | José Antonio Reyes       | 35    | 6     | 24          | 4           | 5         | 1         | 2                | 0                | 4            | 1            |
| 7    | Paraguai         | Avançado     | Óscar Cardozo            | 35    | 17    | 26          | 17          | 3         | 0         | 2                | 0                | 4            | 0            |
| 9    | Angola           | Avançado     | Pedro Mantorras          | 5     | 2     | 5           | 2           | 0         | 0         | 0                | 0                | 0            | 0            |
| 11   | Guiné Equatorial | Avançado     | Javier Balboa            | 17    | 0     | 10          | 0           | 3         | 0         | 3                | 0                | 1            | 0            |
| 16   | Uruguai          | Avançado     | Jonathan Urretavizcaya   | 17    | 1     | 10          | 1           | 5         | 0         | 2                | 0                | 0            | 0            |
| 19   | Portugal         | Avançado     | Ariza Makukula           | 1     | 0     | 0           | 0           | 0         | 0         | 1                | 0                | 0            | 0            |
| 21   | Portugal         | Avançado     | Nuno Gomes               | 23    | 9     | 24          | 7           | 6         | 1         | 1                | 0                | 2            | 1            |
| 30   | Honduras         | Avançado     | David Suazo              | 22    | 5     | 12          | 4           | 4         | 1         | 3                | 0                | 3            | 0            |
| 49   | Portugal         | Avançado     | Nélson Oliveira          | 0     | 0     | 0           | 0           | 0         | 0         | 0                | 0                | 0            | 0            |

## Équipa técnica

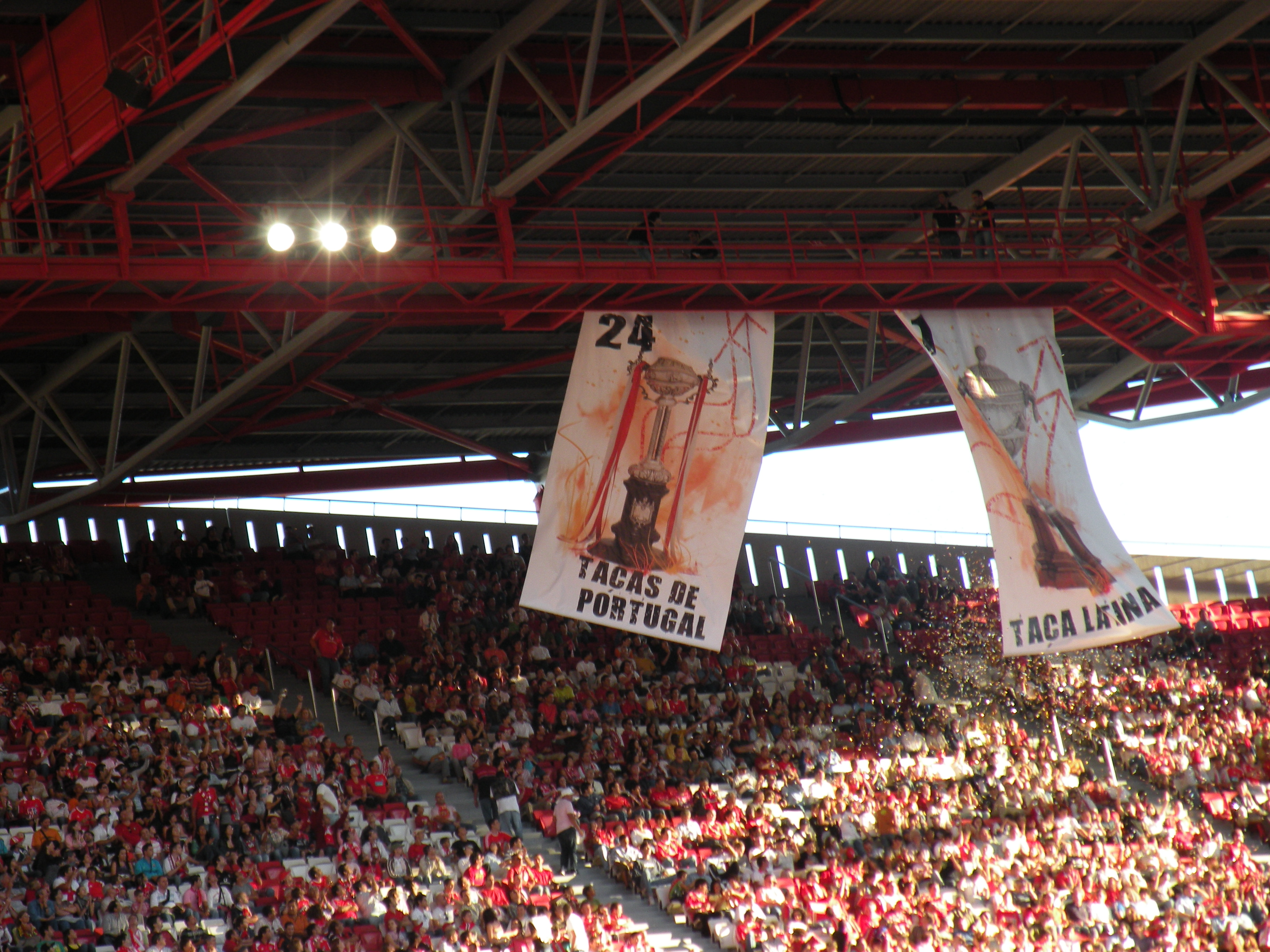
Faixas na apresentação do plantel do Benfica para 2008/09.

- Luís Filipe Vieira (Presidente)
- Quique Flores (Treinador)
- Diamantino Miranda (Treinador adjunto)
- Fernando Chalana (Treinador adjunto)
- Cristóbal Parralo (Treinador adjunto)

## Jogos amigáveis
| 19 de julho de 2008 jogo amigável | Estoril        | 1 – 1  | Benfica          | Estádio António Coimbra da Mota, Estoril |
|                                   | Nuno Sousa 64' | Súmula | 12' Hassan Yebda |                                          |

| 25 de julho de 2008 Torneio do Guadiana | Benfica                                        | 2 – 3  | Blackburn Rovers                                                  | Complexo Desportivo de Vila Real de Santo António, Vila Real de Santo António |
|                                         | Jonathan Urretavizcaya 7' · Ariza Makukula 67' | Súmula | 32' Morten Gamst Pedersen · 35' Jason Roberts · 50' Brett Emerton |                                                                               |

| 27 de julho de 2008 Torneio do Guadiana | Benfica | 0 – 2  | Sporting                       | Complexo Desportivo de Vila Real de Santo António, Vila Real de Santo António |
|                                         |         | Súmula | 56' Yannick Djaló · 71' Derlei |                                                                               |

| 2 de agosto de 2008 Torneio Cidade de Guimarães | Benfica                                | 2 – 2  | Paris Saint-Germain      | Estádio D. Afonso Henriques, Guimarães |
|                                                 | Ariza Makukula 74' · Óscar Cardozo 80' | Súmula | 38' 57' Fabrice Pancrate | Público: 8,000 Árbitro: Santos         |

| 4 de agosto de 2008 Torneio Cidade de Guimarães | Vitória Guimarães | 1 – 2  | Benfica                                     | Estádio D. Afonso Henriques, Guimarães |
|                                                 | Moreno (pen) 67'  | Súmula | 13' (pen) Óscar Cardozo · 22' Jacques Momha |                                        |

| 9 de agosto de 2008 Taça Eusébio | Benfica           | 1 – 0  | Feyenoord | Estádio da Luz, Lisboa            |
|                                  | Óscar Cardozo 69' | Súmula |           | Árbitro: Pedro Henriques (Lisboa) |

| 15 de agosto de 2008 Taça Eusébio | Benfica | 0 – 0 (4-5 pen) | Internazionale | Estádio da Luz, Lisboa |
|                                   |         | Súmula          |                |                        |

| 27 de março de 2009 jogo amigável | Boavista       | 1 – 0  | Benfica | Estádio do Bessa Século XXI, Porto |
|                                   | João Tomás 29' | Súmula |         |                                    |

## Liga Sagres
| 24 de agosto de 2008 Liga Sagres 1ª jornada | Rio Ave         | 1 – 1  | Benfica        | Estádio dos Arcos, Vila do Conde                        |
|                                             | José Semedo 55' | Súmula | 56' Nuno Gomes | Público: 10,426 Árbitro: Carlos Xistra (Castelo Branco) |

| 30 de agosto de 2008 Liga Sagres 2ª jornada | Benfica           | 1 – 1  | FC Porto                 | Estádio da Luz, Lisboa                       |
|                                             | Óscar Cardozo 56' | Súmula | 11' (pen) Lucho González | Público: 53,496 Árbitro: Jorge Sousa (Porto) |

| 22 de setembro de 2008 Liga Sagres 3ª jornada | Paços de Ferreira                               | 3 – 4  | Benfica                                                                               | Estádio da Mata Real, Paços de Ferreira        |
|                                               | Ozéia 13' · Rui Miguel 63' · William Arthur 85' | Súmula | 6' Nuno Gomes · 30' Maximiliano Pereira · 43' (pen) Óscar Cardozo · 76' Jorge Ribeiro | Público: 3,784 Árbitro: Bruno Paixão (Setúbal) |

| 27 de setembro de 2008 Liga Sagres 4ª jornada | Benfica                             | 2 – 0  | Sporting | Estádio da Luz, Lisboa                         |
|                                               | José Antonio Reyes 66' · Sidnei 71' | Súmula |          | Público: 60,022 Árbitro: Duarte Gomes (Lisboa) |

| 6 de outubro de 2008 Liga Sagres 5ª jornada | Leixões    | 1 – 1  | Benfica           | Estádio do Mar, Matosinhos                            |
|                                             | Wesley 88' | Súmula | 33' Óscar Cardozo | Público: 8,843 Árbitro: Olegário Benquerença (Leiria) |

| 26 de outubro de 2008 Liga Sagres 6ª jornada | Benfica                        | 2 – 1  | Naval          | Estádio da Luz, Lisboa                     |
|                                              | Luisão 70' · Óscar Cardozo 86' | Súmula | 83' Marcelinho | Público: 45,714 Árbitro: Rui Costa (Porto) |

| 2 de novembro de 2008 Liga Sagres 7ª jornada | Vitória Guimarães | 1 – 2  | Benfica                      | Estádio D. Afonso Henriques, Guimarães                  |
|                                              | Douglas 40'       | Súmula | 15' David Suazo · 18' Sidnei | Público: 26,810 Árbitro: Carlos Xistra (Castelo Branco) |

| 16 de novembro de 2008 Liga Sagres 8ª jornada | Benfica    | 1 – 0  | Estrela Amadora | Estádio da Luz, Lisboa                        |
|                                               | Sidnei 50' | Súmula |                 | Público: 36,529 Árbitro: João Capela (Lisboa) |

| 23 de novembro de 2008 Liga Sagres 9ª jornada | Académica | 0 – 2  | Benfica                                    | Estádio Cidade de Coimbra, Coimbra              |
|                                               |           | Súmula | 31' Ruben Amorim · 48' (pen) Óscar Cardozo | Público: 18,980 Árbitro: Pedro Proença (Lisboa) |

| 1 de dezembro de 2008 Liga Sagres 10ª jornada | Benfica                                        | 2 – 2  | Vitória Setúbal                 | Estádio da Luz, Lisboa |
|                                               | Konstantinos Katsouranis 48' · David Suazo 58' | Súmula | 35' Laionel · 91' Anderson do Ó | Público: 25,921        |

| 7 de dezembro de 2008 Liga Sagres 11ª jornada | Marítimo | 0 – 6  | Benfica                                                                              | Estádio dos Barreiros, Funchal                    |
|                                               |          | Súmula | 20' (pen) José Antonio Reyes · 42' 85' David Suazo · 66' Luisão · 87' 93' Nuno Gomes | Público: 8,127 Árbitro: Artur Soares Dias (Porto) |

| 21 de dezembro de 2008 Liga Sagres 12ª jornada | Benfica | 0 – 0  | Nacional | Estádio da Luz, Lisboa                            |
|                                                |         | Súmula |          | Público: 36,399 Árbitro: Pedro Henriques (Lisboa) |

| 4 de janeiro de 2009 Liga Sagres 13ª jornada | Trofense                         | 2 – 0  | Benfica | Estádio Clube Desportivo Trofense, Trofa    |
|                                              | Reguila 44' · Hélder Barbosa 82' | Súmula |         | Público: 5,138 Árbitro: Jorge Sousa (Porto) |

| 11 de janeiro de 2009 Liga Sagres 14ª jornada | Benfica        | 1 – 0  | Sporting Braga | Estádio da Luz, Lisboa                               |
|                                               | David Luiz 45' | Súmula |                | Público: 32,837 Árbitro: Paulo Baptista (Portalegre) |

| 23 de janeiro de 2009 Liga Sagres 15ª jornada | Belenenses | 0 – 0  | Benfica | Estádio do Restelo, Lisboa                      |
|                                               |            | Súmula |         | Público: 8,548 Árbitro: Elmano Santos (Madeira) |

| 31 de janeiro de 2009 Liga Sagres 16ª jornada | Benfica             | 1 – 0  | Rio Ave | Estádio da Luz, Lisboa                     |
|                                               | Pedro Mantorras 70' | Súmula |         | Público: 21,398 Árbitro: Rui Costa (Porto) |

| 8 de fevereiro de 2009 Liga Sagres 17ª jornada | FC Porto                 | 1 – 1  | Benfica          | Estádio do Dragão, Porto                        |
|                                                | Lucho González (pen) 72' | Súmula | 45' Hassan Yebda | Público: 50,110 Árbitro: Pedro Proença (Lisboa) |

| 15 de fevereiro de 2009 Liga Sagres 18ª jornada | Benfica                                                   | 3 – 2  | Paços de Ferreira              | Estádio da Luz, Lisboa                         |
|                                                 | Óscar Cardozo 69' · Ruben Amorim 73' · Ángel di María 87' | Súmula | 76' Ferreira · 90' Chico Silva | Público: 33,378 Árbitro: Cosme Machado (Braga) |

| 21 de fevereiro de 2009 Liga Sagres 19ª jornada | Sporting                     | 3 – 2  | Benfica                                          | Estádio Alvalade XXI, Lisboa                           |
|                                                 | Liédson 10' 81' · Derlei 47' | Súmula | 36' (pen) José Antonio Reyes · 89' Óscar Cardozo | Público: 44,863 Árbitro: Olegário Benquerença (Leiria) |

| 27 de fevereiro de 2009 Liga Sagres 20ª jornada | Benfica                    | 2 – 1  | Leixões           | Estádio da Luz, Lisboa                             |
|                                                 | Élvis 16' · Nuno Gomes 67' | Súmula | 75' Rodrigo Silva | Público: 31,431 Árbitro: Lucílio Batista (Setúbal) |

| 8 de março de 2009 Liga Sagres 21ª jornada | Naval          | 1 – 2  | Benfica                                       | Estádio Municipal José Bento Pessoa, Figueira da Foz |
|                                            | Marcelinho 53' | Súmula | 3' Pablo Aimar · 73' Konstantinos Katsouranis | Público: 8,214 Árbitro: João Ferreira (Setúbal)      |

| 14 de março de 2009 Liga Sagres 22ª jornada | Benfica | 0 – 1  | Vitória Guimarães        | Estádio da Luz, Lisboa                       |
|                                             |         | Súmula | 66' Roberto Calmon Félix | Público: 47,102 Árbitro: Jorge Sousa (Porto) |

| 5 de abril de 2009 Liga Sagres 23ª jornada | Estrela Amadora            | 1 – 2  | Benfica                          | Estádio José Gomes, Amadora                  |
|                                            | Silvestre Varela (pen) 29' | Súmula | 5' (pen) 15' (pen) Óscar Cardozo | Público: 3,230 Árbitro: Hugo Miguel (Lisboa) |

| 11 de abril de 2009 Liga Sagres 24ª jornada | Benfica | 0 – 1  | Académica         | Estádio da Luz, Lisboa                            |
|                                             |         | Súmula | 23' William Tiero | Público: 27,747 Árbitro: Marco Ferreira (Madeira) |

| 19 de abril de 2009 Liga Sagres 25ª jornada | Vitória Setúbal | 0 – 4  | Benfica                                    | Estádio do Bonfim, Setúbal                        |
|                                             |                 | Súmula | 25' 70' Nuno Gomes · 27' 45' Óscar Cardozo | Público: 5,690 Árbitro: Artur Soares Dias (Porto) |

| 26 de abril de 2009 Liga Sagres 26ª jornada | Benfica                                | 3 – 2  | Marítimo                       | Estádio da Luz, Lisboa                     |
|                                             | David Luiz 29' · Óscar Cardozo 35' 38' | Súmula | 44' Marcinho · 60' (pen) Bruno | Público: 32,408 Árbitro: Rui Costa (Porto) |

| 2 de maio de 2009 Liga Sagres 27ª jornada | Nacional                                         | 3 – 1  | Benfica                | Estádio Engº Rui Alves, Funchal             |
|                                           | Nenê 56' · Rúben Micael 64' · Miguel Fidalgo 94' | Súmula | 68' José Antonio Reyes | Público: 4,175 Árbitro: Jorge Sousa (Porto) |

| 9 de maio de 2009 Liga Sagres 28ª jornada | Benfica               | 2 – 2  | Trofense                     | Estádio da Luz, Lisboa                           |
|                                           | Óscar Cardozo 36' 39' | Súmula | 31' Valdomiro · 59' Paulinho | Público: 20,187 Árbitro: João Ferreira (Setúbal) |

| 17 de maio de 2009 Liga Sagres 29ª jornada | Sporting Braga        | 1 – 3  | Benfica                                                            | Estádio Municipal de Braga, Braga                  |
|                                            | Luís Aguiar (pen) 90' | Súmula | 6' Óscar Cardozo · 13' Ángel di María · 47' Jonathan Urretavizcaya | Público: 14,056 Árbitro: Artur Soares Dias (Porto) |

| 23 de maio de 2009 Liga Sagres 30ª jornada | Benfica                                                      | 3 – 1  | Belenenses | Estádio da Luz, Lisboa                         |
|                                            | Óscar Cardozo 21' · Fellipe Bastos 63' · Pedro Mantorras 91' | Súmula | 3' Silas   | Público: 30,972 Árbitro: Cosme Machado (Braga) |

## Taça de Portugal
| 19 de outubro de 2008 Taça de Portugal 1/32 final | Benfica | 0 – 0 (5-3 pen) | Penafiel | Estádio da Luz, Lisboa               |
|                                                   |         | Súmula          |          | Árbitro: Paulo Baptista (Portalegre) |

| 10 de novembro de 2008 Taça de Portugal 1/16 final | Benfica                                                | 3 - 0  | Desportivo Aves | Estádio da Luz, Lisboa                           |
|                                                    | Hassan Yebda 3' · Luisão 19' · Maximiliano Pereira 29' | Súmula |                 | Público: 14,000 Árbitro: Elmano Santos (Madeira) |

| 13 de dezembro de 2008 Taça de Portugal 1/8 final | Leixões | 0 - 0 (5-4 pen) | Benfica | Estádio do Mar, Matosinhos                            |
|                                                   |         | Súmula          |         | Público: 7,000 Árbitro: Olegário Benquerença (Leiria) |

## Taça da Liga
| 7 de janeiro de 2009 Taça da Liga 3ª Eliminatória - Grupo C | Vitória Guimarães | 0 – 2  | Benfica                                          | Estádio D. Afonso Henriques, Guimarães                |
|                                                             |                   | Súmula | 9' Konstantinos Katsouranis · 80' Carlos Martins | Público: 8,371 Árbitro: Olegário Benquerença (Leiria) |

| 14 de janeiro de 2009 Taça da Liga 3ª Eliminatória - Grupo C | Benfica                                                              | 4 – 1  | Olhanense   | Estádio da Luz, Lisboa                            |
|                                                              | Nuno Gomes 25' · Jorge Ribeiro 29' · Sidnei 62' · Ángel di María 88' | Súmula | 13' Djalmir | Público: 10,369 Árbitro: Marco Ferreira (Madeira) |

| 17 de janeiro de 2009 Taça da Liga 3ª Eliminatória - Grupo C | Benfica                      | 1 – 0  | Belenenses | Estádio da Luz, Lisboa                          |
|                                                              | Konstantinos Katsouranis 44' | Súmula |            | Público: 35,022 Árbitro: Bruno Paixão (Setúbal) |

| Pos | Equipa            | J | V | E | D | GM | GS | Diff | Pts |
| --- | ----------------- | - | - | - | - | -- | -- | ---- | --- |
| 1   | Benfica           | 3 | 3 | 0 | 0 | 7  | 1  | +6   | 9   |
| 2   | Vitória Guimarães | 3 | 1 | 1 | 1 | 3  | 2  | +1   | 4   |
| 3   | Belenenses        | 3 | 1 | 1 | 1 | 2  | 1  | +1   | 4   |
| 4   | Olhanense         | 3 | 0 | 0 | 3 | 1  | 9  | -8   | 0   |

| 4 de fevereiro de 2009 Taça da Liga 1/2 final | Benfica                               | 2 – 1  | Vitória Guimarães  | Estádio da Luz, Lisboa                             |
|                                               | Grégory Arnolin 70' · Pablo Aimar 88' | Súmula | 90' Yves Desmarets | Público: 13,648 Árbitro: Artur Soares Dias (Porto) |

| 21 de março de 2009 Taça da Liga Final | Sporting             | 1 – 1 (2-3 pen) | Benfica                      | Estádio do Algarve, Faro                           |
|                                        | Bruno Pereirinha 48' | Súmula          | 75' (pen) José Antonio Reyes | Público: 28,182 Árbitro: Lucílio Batista (Setúbal) |

## Taça UEFA
| 18 de setembro de 2008 Taça UEFA 1ª Eliminatória | Napoli                                                     | 3 – 2  | Benfica                      | Estádio San Paolo, Nápoles             |
|                                                  | Luigi Vitale 18' · Germán Denis 19' · Christian Maggio 54' | Súmula | 16' David Suazo · 59' Luisão | Público: 51,597 Árbitro: Björn Kuipers |

| 2 de outubro de 2008 Taça UEFA 1ª Eliminatória | Benfica                                 | 2 – 0  | Napoli | Estádio da Luz, Lisboa                  |
|                                                | José Antonio Reyes 57' · Nuno Gomes 82' | Súmula |        | Público: 56,506 Árbitro: Wolfgang Stark |

| 23 de outubro de 2008 Taça UEFA Fase de grupos - Grupo B | Hertha Berlim      | 1 – 1  | Benfica            | Estádio Olímpico de Berlim, Berlim     |
|                                                          | Marko Pantelić 73' | Súmula | 51' Ángel di María | Público: 26,144 Árbitro: Paul Allaerts |

| 6 de novembro de 2008 Taça UEFA Fase de grupos - Grupo B | Benfica | 0 – 2  | Galatasaray                    | Estádio da Luz, Lisboa                   |
|                                                          |         | Súmula | 52' Emre Aşık · 68' Ümit Karan | Público: 46,767 Árbitro: Martin Atkinson |

| 27 de novembro de 2008 Taça UEFA Fase de grupos - Grupo B | Olympiacos                                                                               | 5 – 1  | Benfica        | Estádio Karaiskákis, Atenas              |
|                                                           | Luciano Galletti 1' · Christos Patsatzoglou 18' · Diogo 24' 54' · Fernando Belluschi 44' | Súmula | 34' David Luiz | Público: 30,185 Árbitro: Stéphane Lannoy |

| 18 de dezembro de 2008 Taça UEFA Fase de grupos - Grupo B | Benfica | 0 – 1  | Metalist Kharkiv    | Estádio da Luz, Lisboa                    |
|                                                           |         | Súmula | 85' Oleksandr Rykun | Público: 11,100 Árbitro: Bernhard Brugger |

| Pos | Equipa           | J | V | E | D | GM | GS | Diff | Pts |
| --- | ---------------- | - | - | - | - | -- | -- | ---- | --- |
| 1   | Metalist Kharkiv | 4 | 3 | 1 | 0 | 3  | 0  | +3   | 10  |
| 2   | Galatasaray      | 4 | 3 | 0 | 1 | 4  | 1  | +3   | 9   |
| 3   | Olympiacos       | 4 | 2 | 0 | 3 | 9  | 3  | +6   | 6   |
| 4   | Hertha Berlim    | 4 | 0 | 2 | 2 | 2  | 7  | -5   | 2   |
| 5   | Benfica          | 4 | 0 | 1 | 3 | 2  | 9  | -7   | 1   |

## Campeonato

### Classificações
| Pos | Equipa               | J  | V  | E  | D  | GM | GS | Diff | Pts |
| --- | -------------------- | -- | -- | -- | -- | -- | -- | ---- | --- |
| 1   | FC Porto (C)         | 30 | 21 | 7  | 2  | 61 | 18 | +43  | 70  |
| 2   | Sporting (T) (S)     | 30 | 20 | 6  | 4  | 45 | 20 | +25  | 66  |
| 3   | Benfica              | 30 | 17 | 8  | 5  | 53 | 32 | +21  | 59  |
| 4   | Nacional             | 30 | 15 | 7  | 8  | 47 | 32 | +15  | 52  |
| 5   | Sporting Braga       | 30 | 13 | 11 | 6  | 38 | 21 | +17  | 50  |
| 6   | Leixões              | 30 | 12 | 9  | 9  | 30 | 31 | -1   | 45  |
| 7   | Académica            | 30 | 10 | 9  | 11 | 28 | 32 | -4   | 39  |
| 8   | Vitória Guimarães    | 30 | 10 | 8  | 12 | 32 | 36 | -4   | 38  |
| 9   | Marítimo             | 30 | 9  | 10 | 11 | 35 | 36 | -1   | 37  |
| 10  | Paços de Ferreira    | 30 | 9  | 7  | 14 | 37 | 42 | -5   | 34  |
| 11  | Estrela Amadora**    | 30 | 8  | 10 | 12 | 26 | 38 | -12  | 34  |
| 12  | Rio Ave (P)          | 30 | 8  | 6  | 16 | 20 | 35 | -15  | 30  |
| 13  | Naval                | 30 | 7  | 8  | 15 | 25 | 39 | -14  | 29  |
| 14  | Vitória Setúbal (TL) | 30 | 7  | 5  | 18 | 21 | 46 | -25  | 26  |
| 15  | Belenenses           | 30 | 5  | 9  | 16 | 28 | 52 | -24  | 24  |
| 16  | Trofense (P)         | 30 | 5  | 8  | 16 | 25 | 42 | -17  | 23  |

|  |                                                                                  |
|  | (C) Detentor do Título                                                           |
|  | (T) Vencedor da Taça de Portugal 2007/2008                                       |
|  | (TL) Vencedor da Taça da Liga 2007/2008                                          |
|  | (S) Vencedor da Supertaça Cândido de Oliveira 2007/2008                          |
|  | (P) Promovido da Liga Vitalis de 2007/2008                                       |
|  | ** O Estrela de Amadora desistiu e é despromovido para II Divisão B de 2009/2010 |
|  | Campeão e Qualificação para as fases de grupo da Liga dos Campeões 2009/2010     |
|  | Qualificação para a 3ª pré-eliminatória da Liga dos Campeões 2009/2010           |
|  | Qualificação para os play-offs da Liga Europa 2009/2010                          |
|  | Qualificação para a terceira ronda da Liga Europa 2009/2010                      |
|  | Qualificação para a segunda ronda da Liga Europa 2009/2010                       |
|  | Zona de despromoção à Liga Vitalis de 2009/2010                                  |

## Resultados por jornadas
| Jornada    | 1 | 2  | 3 | 4 | 5 | 6  | 7  | 8  | 9  | 10 | 11 | 12 | 13 | 14 | 15 | 16 | 17 | 18 | 19 | 20 | 21 | 22 | 23 | 24 | 25 | 26 | 27 | 28 | 29 | 30 |
| ---------- | - | -- | - | - | - | -- | -- | -- | -- | -- | -- | -- | -- | -- | -- | -- | -- | -- | -- | -- | -- | -- | -- | -- | -- | -- | -- | -- | -- | -- |
| Jogo (C/F) | F | C  | F | C | F | C  | F  | C  | F  | C  | F  | C  | F  | C  | F  | C  | F  | C  | F  | C  | F  | C  | F  | C  | F  | C  | F  | C  | F  | C  |
| Resultado  | E | E  | V | V | E | V  | V  | V  | V  | E  | V  | E  | D  | V  | E  | V  | E  | V  | D  | V  | V  | D  | V  | D  | V  | V  | D  | E  | V  | V  |
| Pontos     | 1 | 2  | 5 | 8 | 9 | 12 | 15 | 18 | 21 | 22 | 25 | 26 | 26 | 29 | 30 | 33 | 34 | 37 | 37 | 40 | 43 | 43 | 46 | 46 | 49 | 52 | 52 | 53 | 56 | 59 |
| Lugar      | 6 | 10 | 7 | 5 | 4 | 3  | 2  | 2  | 2  | 2  | 1  | 1  | 2  | 1  | 2  | 2  | 2  | 2  | 2  | 2  | 2  | 3  | 3  | 3  | 3  | 3  | 3  | 3  | 3  | 3  |